# Asplenium africanum
Asplenium africanum är en svartbräkenväxtart som beskrevs av Nicaise Augustin Desvaux. Asplenium africanum ingår i släktet Asplenium och familjen Aspleniaceae. Inga underarter finns listade.